# Budynek przy ul. Tadeusza Kościuszki 4 w Sanoku
Budynek przy ul. Tadeusza Kościuszki 4 w Sanoku – budynek położony przy ulicy Tadeusza Kościuszki 4 w Sanoku.

## Historia
Budynek jest umiejscowiony w centralnej części miasta, w dzielnicy Śródmieście. Elewacja południowa znajduje się przy ulicy Tadeusza Kościuszki, a elewacja wschodnia przy ulicy Grzegorza z Sanoka.
W przeszłości w tym miejscu znajdował się Kościół Najświętszej Marii Panny (od 1377 do 1787 roku).
Gmach został wybudowany w latach 1935–1937 za kadencji burmistrza Jana Rajchla. Projektantem był Wohl, a budowę gmachu nadzorował naczelnik Wydziału Technicznego w magistracie miejskim, inż. Roman Wajda. Uroczystość poświęcenia budynku odbyła się 19 września 1937. Została w nim ulokowana Komunalna Kasa Oszczędności Miasta Sanoka (istniejąca w mieście od 1930). Prezesem rady nadzorczej KKO był w 1938 burmistrz Maksymilian Słuszkiewicz, a w dyrekcji KKO działali wówczas Kazimierz Michalski (ojciec Stanisława), Stanisław Augustyński i Salomon Ramer.
Według Edwarda Zająca wzniesienie tak okazałej i nowoczesnej w owych czasach budowli dowodziło „gospodarności i zapobiegliwości władz miasta”. Do 1939 do numeru 4 ulicy był przypisany lekarz dr Herman Gruber.
Fasada budynku została pokryta szlachetną zaprawą kamienną. Wewnątrz budynku znajduje się reprezentacyjna sala manipulacyjna, skarbiec i powierzchnie biurowe. Poza tym w gmachu istnieją lokale mieszkalne.
Podczas II wojny światowej w okresie okupacji niemieckiej w budynku pod przemianowanym adresem Hermann Göring Strasse 4 urzędował Stadtkommissar (komisarz miasta) oraz działała Kommunal-Sparkasse (Komunalna Kasa Oszczędności), wzgl. określana jako Sparkasse der Stadt Sanok (Kasa Oszczędnościowa Miasta Sanok).

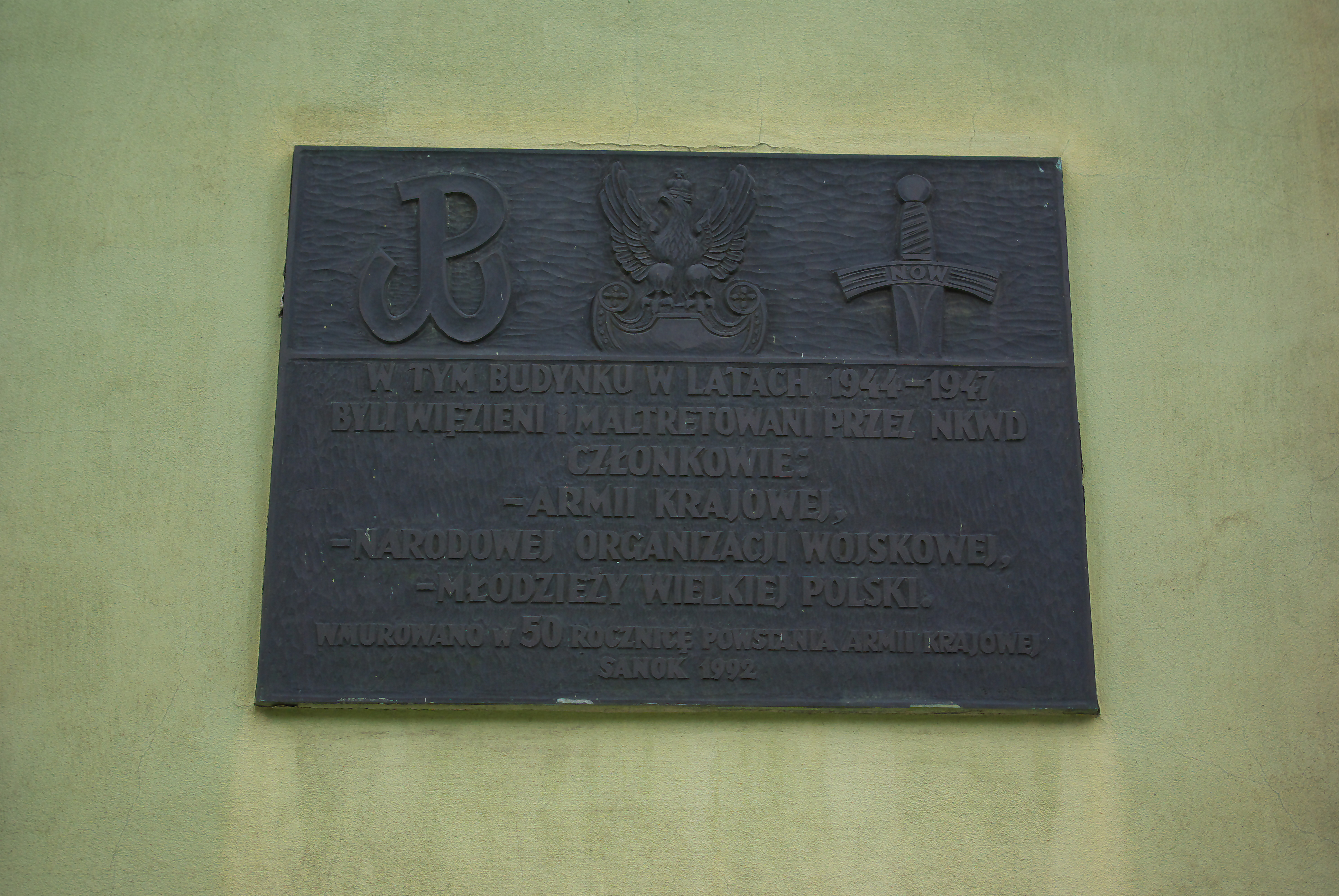
Tablica upamiętniająca członków AK, NOW, MWP

Po nadejściu frontu wschodniego i po wkroczeniu wojsk radzieckich do Sanoka, w początkowym okresie Polski Ludowej tj. od drugiej połowy 1944 do wiosny 1947 budynek został przejęty przez Wojenną Komendę Miasta i NKWD. Wejście do Komendy Wojennej istniało od ulicy Grzegorza, a wejście do NKWD było od ulicy Kościuszki. Piwnice budynku zaadaptowano na areszt, w którym przetrzymywani byli podczas śledztw działacze niepodległościowi – członkowie Armii Krajowej, Narodowej Organizacji Wojskowej, Młodzieży Wielkiej Polski. Ich przesłuchania toczyły się nocą na drugim piętrze budynku (prowadzili je mjr Woroszyłow i kpt. Popow). W budynku było osadzonych m.in. 16 sanoczan, aresztowanych na przełomie września i października 1946 w związku z działalnością w MWP (wśród nich byli m.in. nauczyciel dr Jan Świerzowicz, Józef Kuczma, Augustyn Posadzki, Czesław Jasielski, Edward Stasiczak, Aleksander Roman, Stanisław Trzyszka). Ich proces odbył się w lutym w Rzeszowie.
Po wojnie, u zarania Polski Ludowej w drugiej połowie lat 40. na II piętrze gmachu funkcjonowała księgowość firmy określanej jako „Tartaki” dr. Oskara Schmidta. W okresie PRL w budynku działał Oddział Narodowego Banku Polskiego w Sanoku, którego wieloletnim dyrektorem od końca 1965 był Marcin Drozd. W 1974 elewacja budynku została odremontowana. W ramach restrukturyzacji od 1 lutego 1989 oddział NBP został przekształcony w Bank Depozytowo-Kredytowy w Lublinie S.A Oddział w Sanoku (dyrektorem do 1991 pozostawał M. Drozd), który funkcjonował w budynku do końca XX wieku (wówczas fasada była wykonana w odcieniach koloru niebieskiego). 3 lutego 1996 roku pracownicy sanockiego Oddziału BD-K obchodzili jubileusz 60-lecia istnienia. 22 grudnia 1997 budynek został otwarty po remoncie.
W gmachu ulokowano siedzibę oddziału Banku Pekao (kolor fasady budynku został zmieniony na odcień zieleni).
W mieszkaniach gmachu zamieszkiwali: ww. Marcin Drozd oraz do końca życia Julian Rudak (1917-2008).
Po latach więzieni i torturowani w gmachu przez NKWD zostali upamiętnienie tablicą pamiątkową na południowej elewacji budynku, ustanowioną w 50. rocznicę powstania Armii Krajowej i odsłoniętą 20 grudnia 1992. Inicjatorem było sanockie koło Światowego Związku Żołnierzy Armii Krajowej. Projektantem był Władysław Kandefer. Tablica zawiera inskrypcję: „W tym budynku w latach 1944–1947 byli więzieni i maltretowani przez NKWD członkowie: Armii Krajowej, Narodowej Organizacji Wojskowej, Młodzieży Wielkiej Polski. Wmurowano w 50 rocznicę powstania Armii Krajowej. Sanok 1992”. Treść inskrypcji poddał krytyce były oficer konspiracji AK-owskiej, Julian Rudak.
Budynek został wpisany do gminnego rejestru zabytków miasta Sanoka, opublikowanego w 2015.